# Murigino
Murigino (oroszul: Мурыгино) városi jellegű település Oroszország Kirovi területén, a Jurjai járásban. 
Lakossága: 7665 fő (a 2010. évi népszámláláskor).

## Fekvése
A Kirovi terület központi részén, Kirov területi székhelytől 25 km-re északnyugatra, a Vjatka jobb partján fekszik, a Mednyanka folyó torkolatánál. A Kirov vonzáskörzetéhez tartozó település Jurja járási székhelytől 60 km-re van. A legközelebbi vasútállomás Girszovo (8 km), a Kirov–Kotlasz vasútvonalon.

## Története
Cellulóz- és papíriparáról nevezetes település, keletkezése összefügg a gyár történetével. 1785-ben a Mednyanka folyón papírmalmot alapítottak. A jobbágyok robotoltatásán alapuló manufaktúrából később nagy iparvállalat és körülötte település nőtt ki. A gyár 1936–1976 között Krasznij Kurszant, 1976–1992 között KirovBumProm (rövidítés), majd Elikon néven gazdasági társaságként működött. A mindennapi felhasználásra készülő papírfajták mellett ipari felhasználásra szánt papírokat is gyártottak, pl. kondenzátorpapírt. 
A Szovjetunió felbomlása, a műszaki igények és a tulajdonformák változása után a vállalat működése kérdésessé vált. 2008-ban a termelés időlegesen leállt. 2011-ben megindították a csődeljárást. 
Murogino a szovjet korszakban egyetlen nagyvállalatra alapozott települések tipikus példája. A papírgyár válságos helyzete miatt a lakosság nagy része munka nélkül maradt. Amikor a vállalat hőközpontjának működése egy időre leállt, a lakosság melegvíz- és energiaellátása is veszélybe került.